# Liste des principaux dirigeants de l'Union européenne
Cette page dresse la liste des principaux dirigeants de l'Union européenne. D'une part, les principaux dirigeants des institutions ; d'autre part, les principaux dirigeants des États membres.

## Conseil européenetConseil de l'Union européenne
| Fonction                                                         | Nom                               | Depuis (le)       |
| ---------------------------------------------------------------- | --------------------------------- | ----------------- |
| Président du Conseil européen                                    | António Costa (Portugal)          | 1er décembre 2024 |
| Président du Conseil des affaires générales (du Conseil de l'UE) | Kaja Kallas (Estonie)             | 1er décembre 2024 |
| Président du Conseil de l'Union européenne                       | Radosław Sikorski (Pce polonaise) | 1er janvier 2025  |
| Secrétaire général du Conseil de l'Union européenne              | Thérèse Blanchet (France)         | 1er novembre 2022 |

## Commission européenne
| Image | Portefeuilles | États membres      | Commissaire            | Parti politique      | Parti politique | Précédentes fonctions                                                                             |
| ----- | --- | ------------------ | ---------------------- | -------------------- | --------------- | ------------------------------------------------------------------------------------------------- |
|       | Présidente | Allemagne          | Ursula von der Leyen   |                      | Européen : PPE  | Ministre fédérale de la Défense du 17 décembre 2013 au 17 juillet 2019                            |
|       | Présidente | Allemagne          | Ursula von der Leyen   | National : CDU       |                 | Ministre fédérale de la Défense du 17 décembre 2013 au 17 juillet 2019                            |
|       | Premier vice-président exécutif pour un Pacte Vert européen                                                                                                 | Pays-Bas           | Frans Timmermans       |                      | Européen : PSE  | Premier vice-président de la Commission européenne depuis le 1er novembre 2014                    |
|       | Premier vice-président exécutif pour un Pacte Vert européen                                                                                                 | Pays-Bas           | Frans Timmermans       | National : PvdA      |                 | Premier vice-président de la Commission européenne depuis le 1er novembre 2014                    |
|       | Vice-président exécutif pour une Économie au service des personnes                                                                                          | Lettonie           | Valdis Dombrovskis     |                      | Européen : PPE  | Sixième vice-président de la Commission européenne depuis le 1er novembre 2014                    |
|       | Vice-président exécutif pour une Économie au service des personnes                                                                                          | Lettonie           | Valdis Dombrovskis     | National : Unité     |                 | Sixième vice-président de la Commission européenne depuis le 1er novembre 2014                    |
|       | Vice-présidente exécutive - Commissaire européen à la Concurrence                                                                                           | Danemark           | Margrethe Vestager     |                      | Européen : ALDE | Commissaire européen à la Concurrence depuis le 1er novembre 2014                                 |
|       | Vice-présidente exécutive - Commissaire européen à la Concurrence                                                                                           | Danemark           | Margrethe Vestager     | National : RV        |                 | Commissaire européen à la Concurrence depuis le 1er novembre 2014                                 |
|       | Vice-président pour une Europe plus forte sur la scène internationale Haut représentant de l'Union pour les affaires étrangères et la politique de sécurité | Espagne            | Josep Borrell          |                      | Européen : PSE  | Ministre des Affaires étrangères depuis le 7 juin 2018                                            |
|       | Vice-président pour une Europe plus forte sur la scène internationale Haut représentant de l'Union pour les affaires étrangères et la politique de sécurité | Espagne            | Josep Borrell          | National : PSOE      |                 | Ministre des Affaires étrangères depuis le 7 juin 2018                                            |
|       | Vice-président pour les Relations interinstitutionnelles et la Prospective                                                                                  | Slovaquie          | Maroš Šefčovič         |                      | Européen : PSE  | Cinquième vice-président de la Commission européenne depuis le 1er novembre 2014                  |
|       | Vice-président pour les Relations interinstitutionnelles et la Prospective                                                                                  | Slovaquie          | Maroš Šefčovič         | National : SMER-SD   |                 | Cinquième vice-président de la Commission européenne depuis le 1er novembre 2014                  |
|       | Vice-présidente pour les Valeurs et la Transparence | République tchèque | Věra Jourová           |                      | Européen : ALDE | Commissaire européenne à la Justice depuis le 1er novembre 2014                                   |
|       | Vice-présidente pour les Valeurs et la Transparence | République tchèque | Věra Jourová           | National : ANO 2011  |                 | Commissaire européenne à la Justice depuis le 1er novembre 2014                                   |
|       | Vice-présidente pour la Démocratie et la Démographie | Croatie            | Dubravka Šuica         |                      | Européen : PPE  | Députée européenne depuis le 1er juillet 2013                                                     |
|       | Vice-présidente pour la Démocratie et la Démographie | Croatie            | Dubravka Šuica         | National : HDZ       |                 | Députée européenne depuis le 1er juillet 2013                                                     |
|       | Vice-président pour la Promotion de notre mode de vie européen                                                                                              | Grèce              | Margarítis Schinás     |                      | Européen : PPE  | Porte-parole de la Commission européenne depuis le 1er novembre 2014                              |
|       | Vice-président pour la Promotion de notre mode de vie européen                                                                                              | Grèce              | Margarítis Schinás     | National : ND        |                 | Porte-parole de la Commission européenne depuis le 1er novembre 2014                              |
|       | Budget et Administration | Autriche           | Johannes Hahn          |                      | Européen : PPE  | Commissaire européen à la Politique de voisinage depuis le 1er novembre 2014                      |
|       | Budget et Administration | Autriche           | Johannes Hahn          | National : ÖVP       |                 | Commissaire européen à la Politique de voisinage depuis le 1er novembre 2014                      |
|       | Commerce | Irlande            | Phil Hogan             |                      | Européen : PPE  | Commissaire européen à l'Agriculture et au Développement rural depuis le 1er novembre 2014        |
|       | Commerce | Irlande            | Phil Hogan             | National : Fine Gael |                 | Commissaire européen à l'Agriculture et au Développement rural depuis le 1er novembre 2014        |
|       | Innovation, Recherche, Culture, Éducation et Jeunesse | Bulgarie           | Mariya Gabriel         |                      | Européen : PPE  | Commissaire européenne à la Société numérique depuis le 7 juillet 2017                            |
|       | Innovation, Recherche, Culture, Éducation et Jeunesse | Bulgarie           | Mariya Gabriel         | National : GERB      |                 | Commissaire européenne à la Société numérique depuis le 7 juillet 2017                            |
|       | Emploi et Droits sociaux | Luxembourg         | Nicolas Schmit         |                      | Européen : PSE  | Ministre du Travail entre le 4 décembre 2013 et le 5 décembre 2018                                |
|       | Emploi et Droits sociaux | Luxembourg         | Nicolas Schmit         | National : POSL      |                 | Ministre du Travail entre le 4 décembre 2013 et le 5 décembre 2018                                |
|       | Économie | Italie             | Paolo Gentiloni        |                      | Européen : PSE  | Président du Conseil des ministres d'Italie de 2016 à 2018                                        |
|       | Économie | Italie             | Paolo Gentiloni        | National : PD        |                 | Président du Conseil des ministres d'Italie de 2016 à 2018                                        |
|       | Agriculture | Pologne            | Janusz Wojciechowski   |                      | Européen : ACRE | Auditeur à la Cour des comptes européenne depuis le 2016                                          |
|       | Agriculture | Pologne            | Janusz Wojciechowski   | National : PiS       |                 | Auditeur à la Cour des comptes européenne depuis le 2016                                          |
|       | Marché intérieur | France             | Thierry Breton         |                      | Européen : sans | Ministre de l'Économie, des Finances et de l'Industrie du 25 février 2005 au 15 mai 2007          |
|       | Marché intérieur | France             | Thierry Breton         | National : sans      |                 | Ministre de l'Économie, des Finances et de l'Industrie du 25 février 2005 au 15 mai 2007          |
|       | Cohésion et Réformes | Portugal           | Elisa Ferreira         |                      | Européen : PSE  | Vice-gouverneure de la Banque du Portugal depuis juin 2016                                        |
|       | Cohésion et Réformes | Portugal           | Elisa Ferreira         | National : PS        |                 | Vice-gouverneure de la Banque du Portugal depuis juin 2016                                        |
|       | Santé et Sécurité alimentaire | Chypre             | Stélla Kyriakídou      |                      | Européen : PPE  | Présidente de l'Assemblée parlementaire du Conseil de l'Europe entre octobre 2017 et janvier 2018 |
|       | Santé et Sécurité alimentaire | Chypre             | Stélla Kyriakídou      | National : DISY      |                 | Présidente de l'Assemblée parlementaire du Conseil de l'Europe entre octobre 2017 et janvier 2018 |
|       | Justice | Belgique           | Didier Reynders        |                      | Européen : ALDE | Ministre des Affaires étrangères depuis le 6 décembre 2011                                        |
|       | Justice | Belgique           | Didier Reynders        | National : MR        |                 | Ministre des Affaires étrangères depuis le 6 décembre 2011                                        |
|       | Égalité | Malte              | Helena Dalli           |                      | Européen : PSE  | Ministre des Affaires européennes entre le 9 juin 2017 et le 24 juillet 2019                      |
|       | Égalité | Malte              | Helena Dalli           | National : PL        |                 | Ministre des Affaires européennes entre le 9 juin 2017 et le 24 juillet 2019                      |
|       | Affaires intérieures | Suède              | Ylva Johansson         |                      | Européen : PSE  | Ministre du Travail depuis le 3 octobre 2014                                                      |
|       | Affaires intérieures | Suède              | Ylva Johansson         | National : SAP       |                 | Ministre du Travail depuis le 3 octobre 2014                                                      |
|       | Gestion des crises | Slovénie           | Janez Lenarčič         |                      | Européen : sans | Représentant permanent auprès de l'Union européenne depuis juillet 2016                           |
|       | Gestion des crises | Slovénie           | Janez Lenarčič         | National : sans      |                 | Représentant permanent auprès de l'Union européenne depuis juillet 2016                           |
|       | Transports | Roumanie           | Adina Vălean           |                      | Européen : PPE  | Députée européenne depuis 2007                                                                    |
|       | Transports | Roumanie           | Adina Vălean           | National : PNL       |                 | Députée européenne depuis 2007                                                                    |
|       | Voisinage et Élargissement | Hongrie            | Olivér Várhelyi        |                      | Européen : sans | Représentant permanent auprès de l'Union européenne depuis octobre 2015                           |
|       | Voisinage et Élargissement | Hongrie            | Olivér Várhelyi        | National : sans      |                 | Représentant permanent auprès de l'Union européenne depuis octobre 2015                           |
|       | Partenariats internationaux | Finlande           | Jutta Urpilainen       |                      | Européen : PSE  | Ministre des Finances entre le 22 juin 2011 et le 6 juin 2014                                     |
|       | Partenariats internationaux | Finlande           | Jutta Urpilainen       | National : SDP       |                 | Ministre des Finances entre le 22 juin 2011 et le 6 juin 2014                                     |
|       | Énergie | Estonie            | Kadri Simson           |                      | Européen : ALDE | Ministre des Affaires économiques entre le 23 novembre 2016 et le 29 avril 2019                   |
|       | Énergie | Estonie            | Kadri Simson           | National : EKE       |                 | Ministre des Affaires économiques entre le 23 novembre 2016 et le 29 avril 2019                   |
|       | Environnement, Océans et Pêche | Lituanie           | Virginijus Sinkevičius |                      | Européen : sans | Ministre de l'Économie et de l'Innovation depuis le 27 novembre 2017                              |
|       | Environnement, Océans et Pêche | Lituanie           | Virginijus Sinkevičius | National : LVZS      |                 | Ministre de l'Économie et de l'Innovation depuis le 27 novembre 2017                              |

## Parlement européen
| Fonction                                                                                                  | Nom                           | Depuis (le)      |
| --- | ----------------------------- | ---------------- |
| Présidente                                                                                                | Roberta Metsola (Malte)       | 11 janvier 2022  |
| Président du groupe du Parti populaire européen (PPE)                                                     | Manfred Weber (Allemagne)     | 1er juillet 2014 |
| Présidente du groupe de l’Alliance progressiste des socialistes et démocrates au Parlement européen (S&D) | Iratxe García (Espagne)       | 2 juillet 2019   |
| Président du groupe Patriotes pour l'Europe (PfE)                                                         | Jordan Bardella (France)      | 16 juillet 2024  |
| Coprésidents du groupe des Conservateurs et réformistes européens (CRE)                                   | Nicola Procaccini (Italie)    | 14 février 2023  |
| Coprésidents du groupe des Conservateurs et réformistes européens (CRE)                                   | Joachim Brudziński (Pologne)  | 3 juillet 2024   |
| Présidente du groupe Renew Europe                                                                         | Valérie Hayer (France)        | 25 janvier 2024  |
| Coprésidents du groupe des Verts/Alliance libre européenne (Verts/ALE)                                    | Bas Eickhout (Pays-Bas)       | 16 juillet 2024  |
| Coprésidents du groupe des Verts/Alliance libre européenne (Verts/ALE)                                    | Terry Reintke (Allemagne)     | 13 octobre 2022  |
| Coprésidents du groupe de la Gauche au Parlement européen (GUE/NGL)                                       | Martin Schirdewan (Allemagne) | 2 juillet 2019   |
| Coprésidents du groupe de la Gauche au Parlement européen (GUE/NGL)                                       | Manon Aubry (France)          | 18 juillet 2019  |
| Coprésidents du groupe L'Europe des nations souveraines                                                   | René Aust (Allemagne)         | 10 juillet 2024  |
| Coprésidents du groupe L'Europe des nations souveraines                                                   | Stanisław Tyszka (Pologne)    | 10 juillet 2024  |

## Autres institutions communes
| Institution                                      | Fonction                                                                              | Nom                             | Depuis (le)       |
| ------------------------------------------------ | ------------------------------------------------------------------------------------- | ------------------------------- | ----------------- |
| Service européen pour l’action extérieure (SEAE) | Haut Représentant de l'Union pour les affaires étrangères et la politique de sécurité | Kaja Kallas (Estonie)           | 1er décembre 2024 |
| Service européen pour l’action extérieure (SEAE) | Secrétaire général exécutif                                                           | Stefano Sannino (Italie)        | 1er janvier 2021  |
| Service européen pour l’action extérieure (SEAE) | Directeur général administratif                                                       | David O'Sullivan (Irlande)      | 1er décembre 2010 |
| Service européen pour l’action extérieure (SEAE) | Coordinateur de l’Union européenne pour la lutte contre le terrorisme                 | Bartjan Wegter (Pays-Bas)       | 1er mars 2024     |
| Banque centrale européenne (BCE)                 | Président                                                                             | Christine Lagarde (France)      | 1er novembre 2019 |
| Médiateur européen                               | -                                                                                     | Emily O'Reilly (Irlande)        | 1er octobre 2013  |
| Comité des régions (CdR)                         | Président                                                                             | Vasco Cordeiro (Portugal)       | 29 juin 2022      |
| Banque européenne d'investissement (BEI)         | Présidente                                                                            | Nadia Calviño (Espagne)         | 1er janvier 2024  |
| Cour de justice de l’Union européenne (CJUE)     | Président                                                                             | Koen Lenaerts (Belgique)        | 8 octobre 2015    |
| Cour de justice de l’Union européenne (CJUE)     | Président de la Cour de justice                                                       | Koen Lenaerts (Belgique)        | 8 octobre 2015    |
| Cour de justice de l’Union européenne (CJUE)     | Président du Tribunal                                                                 | Marc van der Woude (Pays-Bas)   | 27 septembre 2019 |
| Cour de justice de l’Union européenne (CJUE)     | Président du Tribunal de la fonction publique de l’Union européenne (TFP)             | Sean Van Raepenbusch (Belgique) | 7 octobre 2011    |
| Cour des comptes européenne                      | Président                                                                             | Tony Murphy (Irlande)           | 1er octobre 2022  |
| Comité économique et social (CESE)               | Président                                                                             | Oliver Röpke (Autriche)         | avril 2023        |

## Zone euro
| Fonction                              | Nom                       | Depuis (le)       |
| ------------------------------------- | ------------------------- | ----------------- |
| Président des sommets de la zone euro | António Costa (Portugal)  | 1er décembre 2024 |
| Président de l'Eurogroupe             | Paschal Donohoe (Irlande) | 9 juillet 2020    |

## États membres
| Pays       | Statut                                                                                    | Nom                       | Depuis (le)       |
| ---------- | ----------------------------------------------------------------------------------------- | ------------------------- | ----------------- |
| Allemagne  | Président                                                                                 | Frank-Walter Steinmeier   | 19 mars 2017      |
| Allemagne  | Chancelier                                                                                | Friedrich Merz            | 6 mai 2025        |
| Allemagne  | Ministre des affaires étrangères                                                          | Johann Wadephul           | 6 mai 2025        |
| Autriche   | Président                                                                                 | Alexander Van der Bellen  | 26 janvier 2017   |
| Autriche   | Chancelier                                                                                | Christian Stocker         | 3 mars 2025       |
| Autriche   | Ministre fédéral des affaires européennes et internationales                              | Beate Meinl-Reisinger     | 3 mars 2025       |
| Autriche   | Ministre fédéral de la Famille, de la Jeunesse, de l'Union européenne et de l'Intégration | Claudia Plakolm           | 3 mars 2025       |
| Belgique   | Roi                                                                                       | Philippe                  | 21 juillet 2013   |
| Belgique   | Premier ministre                                                                          | Bart De Wever             | 3 février 2025    |
| Belgique   | Ministre des Affaires étrangères                                                          | Maxime Prévot             | 3 février 2025    |
| Bulgarie   | Président                                                                                 | Roumen Radev              | 22 janvier 2017   |
| Bulgarie   | Premier ministre                                                                          | Rossen Jeliazkov          | 16 janvier 2025   |
| Bulgarie   | Ministre des Affaires étrangères                                                          | Georg Georgiev            | 16 janvier 2025   |
| Chypre     | Président                                                                                 | Níkos Christodoulídis     | 28 février 2023   |
| Chypre     | Ministre des affaires étrangères                                                          | Konstantínos Kómbos       | 1er mars 2023     |
| Croatie    | Président                                                                                 | Zoran Milanović           | 18 février 2020   |
| Croatie    | Premier ministre                                                                          | Andrej Plenković          | 19 octobre 2016   |
| Croatie    | Ministre des affaires étrangères et européennes                                           | Gordan Grlić Radman       | 22 avril 2020     |
| Danemark   | Roi                                                                                       | Frederik X                | 14 janvier 2024   |
| Danemark   | Première ministre                                                                         | Mette Frederiksen         | 27 juin 2019      |
| Danemark   | Ministre des affaires étrangères                                                          | Jeppe Kofod               | 27 juin 2019      |
| Espagne    | Roi                                                                                       | Felipe VI                 | 19 juin 2014      |
| Espagne    | Président du gouvernement                                                                 | Pedro Sánchez             | 2 juin 2018       |
| Espagne    | Ministre des affaires étrangères, de l'Union européenne et de la coopération              | José Manuel Albares       | 12 juillet 2021   |
| Estonie    | Président                                                                                 | Alar Karis                | 11 octobre 2021   |
| Estonie    | Premier ministre                                                                          | Kristen Michal            | 23 juillet 2024   |
| Estonie    | Ministre des affaires étrangères                                                          | Urmas Reinsalu            | 18 juillet 2022   |
| Finlande   | Président                                                                                 | Alexander Stubb           | 1er mars 2024     |
| Finlande   | Premier ministre                                                                          | Petteri Orpo              | 20 juin 2023      |
| Finlande   | Ministre des affaires étrangères                                                          | Elina Valtonen            | 20 juin 2023      |
| France     | Président                                                                                 | Emmanuel Macron           | 14 mai 2017       |
| France     | Premier ministre                                                                          | François Bayrou           | 13 décembre 2024  |
| France     | Ministre de l'Europe et des Affaires étrangères                                           | Jean-Noël Barrot          | 21 septembre 2024 |
| France     | Ministre délégué chargé de l'Europe                                                       | Benjamin Haddad           | 21 septembre 2024 |
| Grèce      | Présidente                                                                                | Ekateríni Sakellaropoúlou | 13 mars 2020      |
| Grèce      | Premier ministre                                                                          | Kyriákos Mitsotákis       | 8 juillet 2019    |
| Grèce      | Ministre des affaires étrangères                                                          | Níkos Déndias             | 9 juillet 2019    |
| Hongrie    | Président                                                                                 | Tamás Sulyok              | 5 mars 2024       |
| Hongrie    | Premier ministre                                                                          | Viktor Orbán              | 29 mai 2010       |
| Hongrie    | Ministre des affaires étrangères                                                          | Péter Szijjártó           | 23 septembre 2014 |
| Irlande    | Président                                                                                 | Michael D. Higgins        | 11 novembre 2011  |
| Irlande    | Premier ministre                                                                          | Micheál Martin            | 23 janvier 2025   |
| Irlande    | Ministre des affaires étrangères                                                          | Simon Harris              | 23 janvier 2025   |
| Italie     | Président                                                                                 | Sergio Mattarella         | 3 février 2015    |
| Italie     | Présidente du Conseil                                                                     | Giorgia Meloni            | 22 octobre 2022   |
| Italie     | Ministre des affaires étrangères                                                          | Antonio Tajani            | 22 octobre 2022   |
| Lettonie   | Président                                                                                 | Edgars Rinkēvičs          | 8 juillet 2023    |
| Lettonie   | Première ministre                                                                         | Evika Siliņa              | 15 septembre 2023 |
| Lettonie   | Ministre des affaires étrangères                                                          | Arturs Krišjānis Kariņš   | 8 juillet 2023    |
| Lituanie   | Président                                                                                 | Gitanas Nausėda           | 12 juillet 2019   |
| Lituanie   | Premier ministre                                                                          | Gintautas Paluckas        | 12 décembre 2024  |
| Lituanie   | Ministre des affaires étrangères                                                          | Kęstutis Budrys           | 12 décembre 2024  |
| Luxembourg | Grand-duc                                                                                 | Henri Ier                 | 7 octobre 2000    |
| Luxembourg | Premier ministre                                                                          | Luc Frieden               | 17 novembre 2023  |
| Luxembourg | Ministre des affaires étrangères                                                          | Xavier Bettel             | 17 novembre 2023  |
| Malte      | Présidente                                                                                | Myriam Spiteri Debono     | 4 avril 2024      |
| Malte      | Premier ministre                                                                          | Robert Abela              | 13 janvier 2020   |
| Malte      | Ministre des affaires étrangères                                                          | Ian Borg                  | 30 mars 2022      |
| Pays-Bas   | Roi                                                                                       | Willem-Alexander          | 30 avril 2013     |
| Pays-Bas   | Premier ministre                                                                          | Dick Schoof               | 2 juillet 2024    |
| Pays-Bas   | Ministre des affaires étrangères                                                          | Caspar Veldkamp           | 2 juillet 2024    |
| Pologne    | Président                                                                                 | Andrzej Duda              | 6 août 2015       |
| Pologne    | Président du Conseil                                                                      | Donald Tusk               | 13 décembre 2023  |
| Pologne    | Ministre des affaires étrangères                                                          | Radosław Sikorski         | 13 décembre 2023  |
| Portugal   | Président                                                                                 | Marcelo Rebelo de Sousa   | 9 mars 2016       |
| Portugal   | Premier ministre                                                                          | Luís Montenegro           | 2 avril 2024      |
| Portugal   | Ministre des affaires étrangères                                                          | Paulo Rangel              | 2 avril 2024      |
| Roumanie   | Président                                                                                 | Ilie Bolojan              | 12 février 2025   |
| Roumanie   | Premier ministre                                                                          | Marcel Ciolacu            | 15 juin 2023      |
| Roumanie   | Ministre des affaires étrangères                                                          | Cătălin Predoiu           | 23 décembre 2024  |
| Roumanie   | Ministre des Investissements et des projets européens                                     | Adrian Câciu              | 15 juin 2023      |
| Slovaquie  | Président                                                                                 | Peter Pellegrini          | 15 juin 2024      |
| Slovaquie  | Président du gouvernement                                                                 | Robert Fico               | 25 octobre 2023   |
| Slovaquie  | Ministre des affaires étrangères                                                          | Juraj Blanár              | 17 septembre 2022 |
| Slovénie   | Présidente                                                                                | Nataša Pirc Musar         | 23 décembre 2022  |
| Slovénie   | Président du gouvernement                                                                 | Robert Golob              | 1er juin 2022     |
| Slovénie   | Ministre des affaires étrangères                                                          | Tanja Fajon               | 1er juin 2022     |
| Suède      | Roi                                                                                       | Charles XVI Gustave       | 19 septembre 1973 |
| Suède      | Premier ministre                                                                          | Ulf Kristersson           | 17 octobre 2022   |
| Suède      | Ministre des affaires étrangères                                                          | Tobias Billström          | 18 octobre 2022   |
| Suède      | Ministre des affaires de l'Union européenne                                               | Jessika Roswall           | 18 octobre 2022   |
| Tchéquie   | Président                                                                                 | Petr Pavel                | 9 mars 2023       |
| Tchéquie   | Président du gouvernement                                                                 | Petr Fiala                | 28 novembre 2021  |
| Tchéquie   | Ministre des affaires étrangères                                                          | Jan Lipavský              | 28 novembre 2021  |

## Agences de politique étrangère et de sécurité commune
| Agence                                                      | Statut             | Nom                        | Depuis (le)       |
| ----------------------------------------------------------- | ------------------ | -------------------------- | ----------------- |
| Agence européenne de défense (AED)                          | Présidente         | Kaja Kallas (Italie)       | 1er décembre 2024 |
| Agence européenne de défense (AED)                          | Directeur exécutif | Jiří Šedivý (Tchéquie)     | 1er mai 2020      |
| Centre satellitaire de l’Union européenne (EUSC)            | Directeur          | Louis Tilier (France)      | juin 2024         |
| Institut d'études de sécurité de l'Union européenne (IESUE) | Directeur          | Antonio Missiroli (Italie) | 1er octobre 2012  |

## Agences économiques et financières
| Agence                                                                               | Statut               | Nom                             | Depuis (le)        |
| ------------------------------------------------------------------------------------ | -------------------- | ------------------------------- | ------------------ |
| Mécanisme de supervision unique (MSU)                                                | Présidente           | Andrea Enria (Italie)           | Janvier 2019       |
| Autorité bancaire européenne (ABE ou EBA)                                            | Président            | José Manuel Campa (Espagne)     | 1er mars 2019      |
| Autorité bancaire européenne (ABE ou EBA)                                            | Directeur exécutif   | François-Louis Michaud (France) | 1er septembre 2020 |
| Autorité des marchés financiers et valeurs mobilières (AEMF ou ESMA)                 | Présidente           | Verena Ross (Allemagne)         | 1er novembre 2021  |
| Autorité des marchés financiers et valeurs mobilières (AEMF ou ESMA)                 | Directrice exécutive | Natasha Cazenave (France)       | 1er juin 2021      |
| Autorité européenne des assurances et des pensions professionnelles (AEAPP ou EIOPA) | Présidente           | Petra Hielkema (Pays-Bas)       | 1er septembre 2021 |
| Autorité européenne des assurances et des pensions professionnelles (AEAPP ou EIOPA) | Directeur exécutif   | Fausto Parente (Italie)         | 1er avril 2016     |
| Comité européen du risque systémique (CERS ou ESRB)                                  | Président            | Christine Lagarde (France)      | 1er novembre 2019  |
| Fonds européen de stabilité financière (FESF)                                        | Directeur général    | Klaus Regling (Allemagne)       | Juillet 2010       |

## Partis
| Parti                                                                   | Statut       | Nom                              | Depuis (le)      |
| ----------------------------------------------------------------------- | ------------ | -------------------------------- | ---------------- |
| Alliance libre européenne (ALE)                                         | Présidente   | Lorena López de Lacalle (France) | Mars 2019        |
| Mouvement politique chrétien européen (MPCE)                            | Président    | Valeriu Ghilețchi (Moldavie)     | 2021             |
| Parti de l'Alliance des libéraux et des démocrates pour l'Europe (ALDE) | Présidente   | Svenja Hahn (Allemagne)          | 6 octobre 2024   |
| Parti démocrate européen (PDE)                                          | Président    | François Bayrou (France)         | 9 décembre 2004  |
| Parti de la gauche européenne (PGE)                                     | Président    | Walter Baier (Autriche)          | 11 décembre 2022 |
| Parti des conservateurs et réformistes européens (ECR Party)            | Président    | Mateusz Morawiecki (Pologne)     | 14 janvier 2025  |
| Patriotes.eu (P.eu)                                                     | Président    | Santiago Abascal (Espagne)       | 16 novembre 2024 |
| Parti populaire européen (PPE)                                          | Président    | Manfred Weber (Allemagne)        | 1er juin 2022    |
| Parti socialiste européen (PSE)                                         | Président    | Stefan Löfven (Suède)            | 15 octobre 2022  |
| Parti vert européen (PVE)                                               | Porte-parole | Mélanie Vogel (France)           | ...              |
| Parti vert européen (PVE)                                               | Porte-parole | Thomas Waitz (Autriche)          | ...              |

## Associations, syndicats,etc.
| Syndicat                                     | Statut             | Nom                           | Depuis (le)  |
| -------------------------------------------- | ------------------ | ----------------------------- | ------------ |
| Assemblée des régions d'Europe (ARE)         | Président          | Albert Castellanos (Espagne)  | juin 2023    |
| Confédération européenne des syndicats (CES) | Président          | Wolfgang Katzian (Autriche)   | mai 2023     |
| Confédération européenne des syndicats (CES) | Secrétaire général | Esther Lynch (Irlande)        | juin 2023    |
| BusinessEurope                               | Président          | Fredrik Persson (Suède)       | juillet 2022 |
| Union des étudiants d’Europe (ESU)           | Président          | Horia-Șerban Onița (Roumanie) | 2023         |